# Pfarrhaus (Iffeldorf)

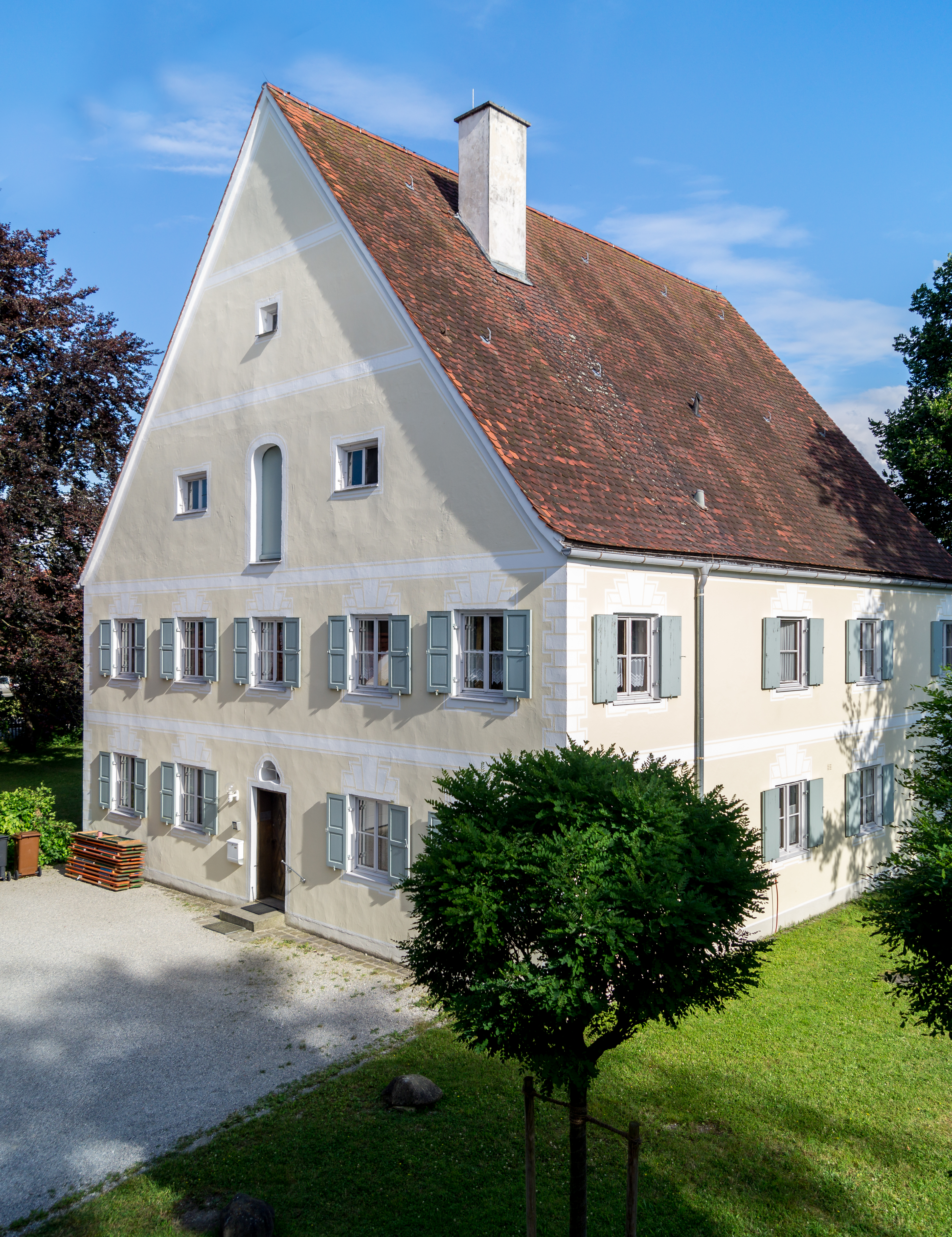
Pfarrhaus in Iffeldorf

Das katholische Pfarrhaus in Iffeldorf, einer Gemeinde im oberbayerischen Landkreis Weilheim-Schongau, wurde 1699 errichtet. Das Pfarrhaus mit der Adresse Hofmark 4 ist ein geschütztes Baudenkmal.
Der zweigeschossige Massivbau mit steilem dreigeschossigem Satteldach besitzt fünf zu drei Fensterachsen. Die Architekturmalereien mit Eckrustika, Gesimsen und Fensterfaschen sind aus der Bauzeit.
Die dazugehörige Remise, ein schmaler erdgeschossiger Satteldachbau mit Traufgesims, wurde in der ersten Hälfte des 19. Jahrhunderts errichtet und um 1900 verlängert.
Das Iffeldorfer Pfarrhaus beherbergt die Wohnung des Ortsgeistlichen (seit 2000 ein Ruhestandsgeistlicher) im Obergeschoss sowie das Pfarramt, das Pfarrarchiv und einige Lagerräume im Erdgeschoss.

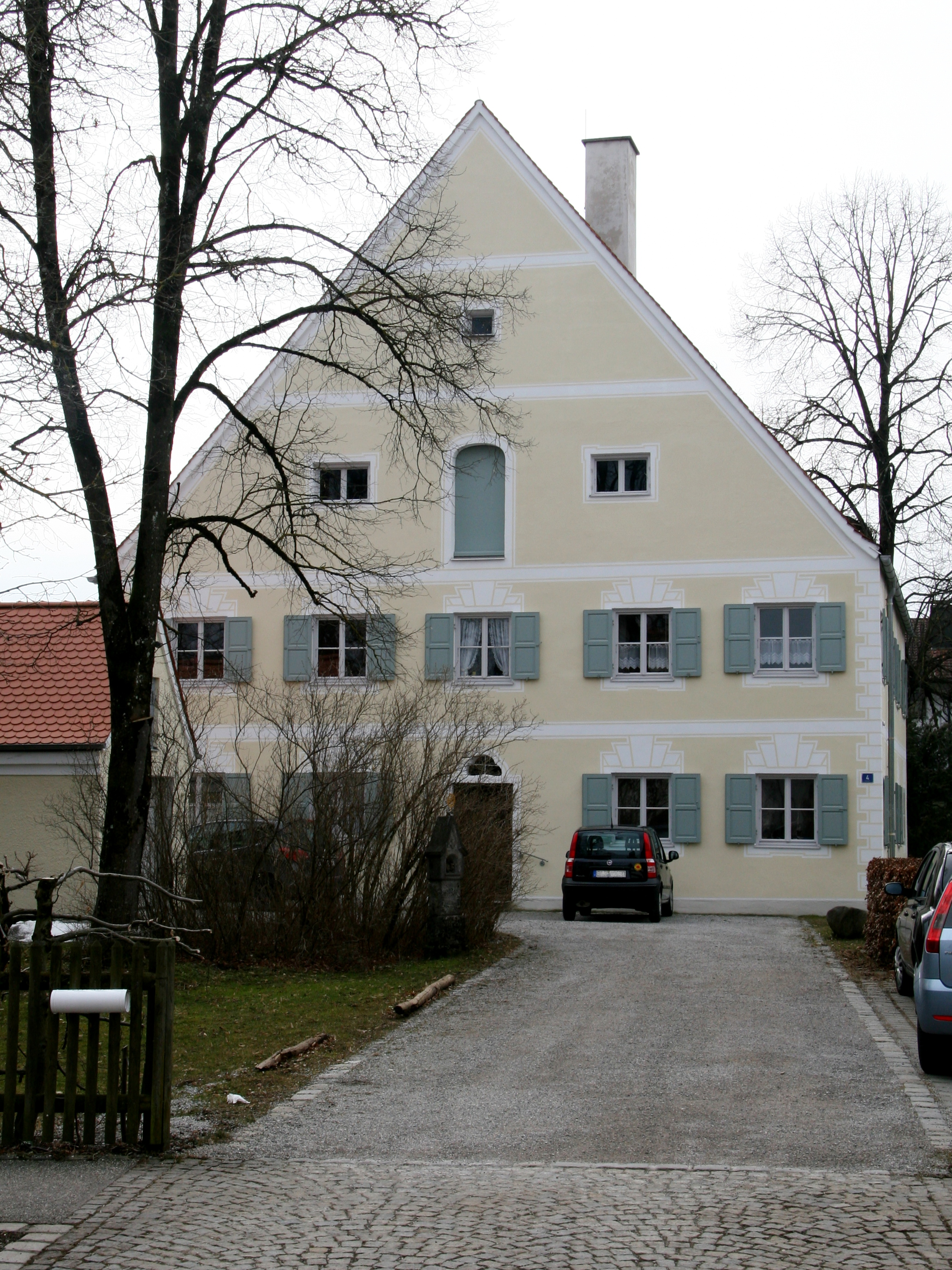
Nordfassade
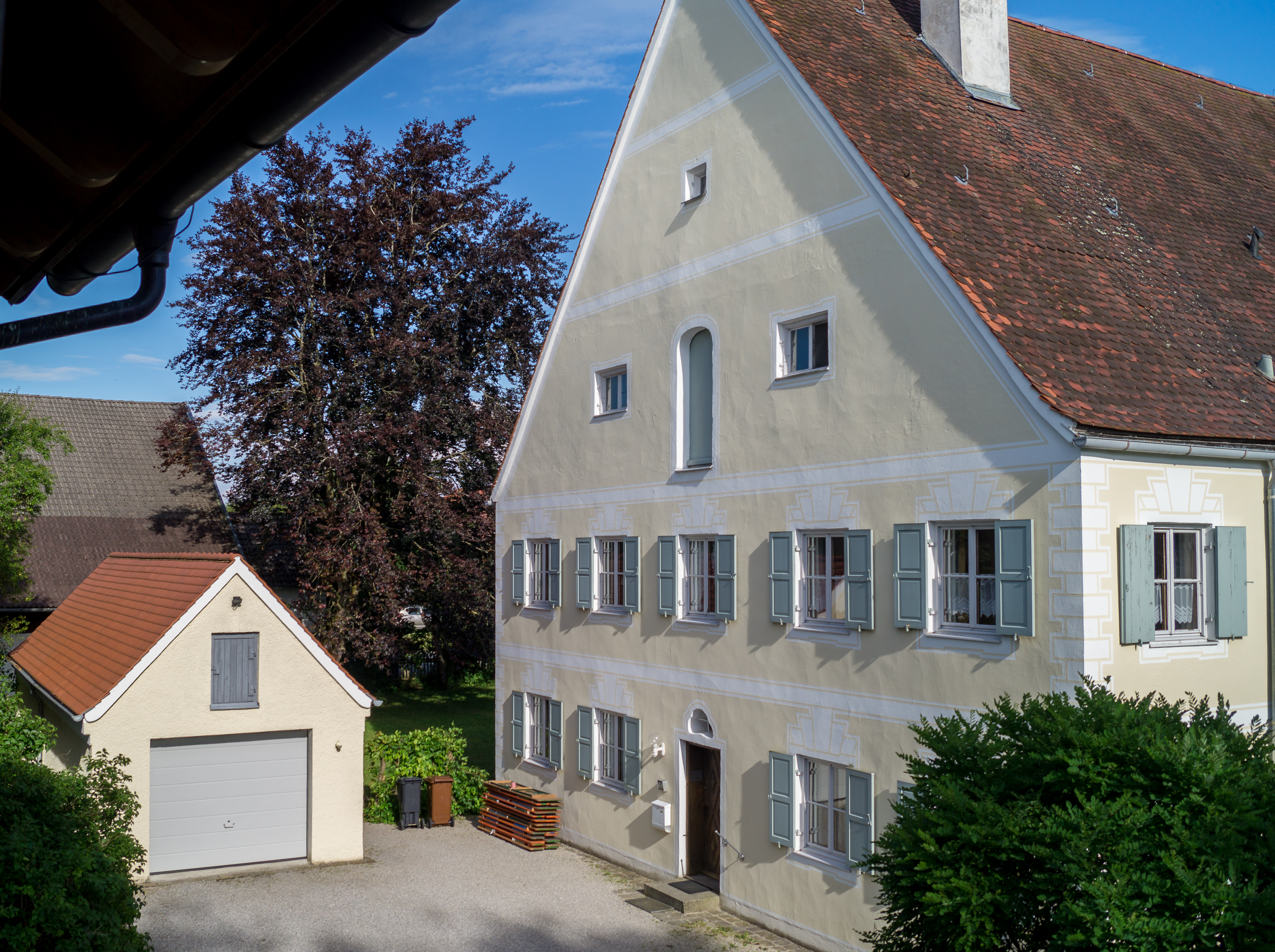
Remise mit Haupthaus